# Dywizja Piechoty Böhmen
Dywizja Piechoty Böhmen, niem. Infanterie-Division Böhmen – jedna z niemieckich dywizji szkieletowych piechoty. Utworzona w kwietniu 1944 na poligonie Milowitz w XIII Okręgu Wojskowym jako dywizję 26. fali mobilizacyjnej. W czerwcu tego roku użyta do uzupełnienia 198 Dywizji Piechoty.